# منطقه ویژه اقتصادی چین
مناطق ویژه اقتصادی چین (SEZs) به مناطق ویژه اقتصادی واقع در سرزمین اصلی چین گفته می‌شود. دولت چین در مناطق ویژهٔ اقتصادی سیاست‌های اقتصادی و انعطاف‌پذیر (بیشتر گرایش به بازار آزاد) اجرا می‌کند. این سیاست‌ها اجازه می‌دهد تا مناطق ویژهٔ اقتصادی از یک سیستم مدیریت اقتصادی برخوردار باشند که برای شرکت‌های خارجی و داخلی به منظور فعالیت اقتصادی نسبت به دیگر مناطق سرزمین اصلی چین جذاب تر است. در مناطق ویژهٔ اقتصادی «... تجارت داخلی و خارجی و سرمایه‌گذاری بدون مجوز دولت مرکزی چین در پکن انجام می‌شود.» مناطق ویژهٔ اقتصادی «مشوق‌های مالی و کسب و کارانه ای را برای جذب سرمایه‌گذاری خارجی و فناوری» پیشنهاد می‌کنند.

## تاریخچه
از اواخر دهه ۱۹۷۰، به ویژه پس از ۳ جلسه عمومی یازدهمین کمیتهٔ مرکزی حزب کمونیست چین در سال ۱۹۷۸، دولت چین تصمیم به راه اندازی اصلاحات ملی اقتصادی گرفت. اساسی‌ترین سیاست دولت بر روی تدوین و اجرای کلی اصلاحات و سیاست درهای باز متمرکز بود. در طول 1980s، چین از چندین مرحله عبور نمود، اعم از ایجاد مناطق ویژه اقتصادی و سیاست‌های بازار آزاد در شهرهای ساحلی و برخی مناطق و تعیین سیاست اقتصادی باز در مناطق داخلی و ساحلی و مناطق توسعهٔ فناوری کرد.
از سال ۱۹۸۰ چین مناطق ویژه اقتصادی در شنزن، زوهای و شانتو در استان گوانگ دونگ و شیامن در استان فوجیان و کل استان هاینان را به عنوان یک منطقه ویژه اقتصادی تعیین کرد. در ماه اوت سال ۱۹۸۰، کنگرهٔ ملی خلق (NPC) «مقررات منطقه ویژه اقتصادی استان گوانگ دونگ» را تصویب کرد و رسماً بخشی از شنزن را به عنوان منطقهٔ ویژهٔ اقتصادی شنزن (SSEZ) تعیین نمود.
مفهوم منطقه ویژه اقتصادی در اواخر دهه ۱۹۵۰ در ایرلند به وجود آمد. دولت ایرلند منطقه آزاد شانون را برای تشویق سرمایه‌گذاری خارجی از طریق مشوق‌های مالیاتی تأسیس کرد.
در اواخر دهه ۱۹۷۰، و به ویژه در سومین جلسه عمومی یازدهمین کمیته مرکزی حزب کمونیست چین در دسامبر ۱۹۷۸، دولت چین سیاست اصلاحات و درهای باز خود را به عنوان پاسخی به شکست سیاست اقتصادی مائوئیستی در ایجاد رشد اقتصادی که به چین اجازه رقابت نه تنها با کشورهای صنعتی غرب، بلکه با قدرت‌های منطقه‌ای در حال ظهور: ژاپن، کره، سنگاپور، تایوان و هنگ کنگ را می‌داد، آغاز کرد.
مقامات استان گوانگدونگ به رهبری دبیر حزب استانی شی جونگشون و یانگ شانکون به دنبال تبدیل گوانگدونگ به یک منطقه نمایشی ملی برای اصلاحات و درهای باز بودند، و با یک پروژه سرمایه‌گذاری در شکائو که توسط یوان گنگ از طرف شرکت کشتیرانی چین مرچنت مستقر در هنگ کنگ تهیه شده بود، آغاز کردند. این پروژه، که در ابتدا یک مرکز کشتی شکنی بود، در ۳۱ ژانویه ۱۹۷۹ توسط لی شیان نیان تصویب شد. در آوریل ۱۹۷۹، شی جونگشون و دیگر مقامات گوانگدونگ در پکن پیشنهادی را برای انعطاف‌پذیری بیشتر به استان‌های ساحلی گوانگدونگ و فوجیان برای جذب سرمایه‌گذاری خارجی، با معافیت‌های اضافی در چهار شهر، یعنی شنژن در منطقه دلتای رودخانه مروارید، جوهای و شانتو در گوانگدونگ و شیامن (آموی) در استان فوجیان ارائه کردند. برای این مناطق، رهبر برجسته چین، دنگ شیائوپینگ، نام "مناطق ویژه" را ابداع کرد و آنها را به عنوان آزمایش‌هایی در قالب مناطق پایگاهی کمونیستی قبل از سال ۱۹۴۹ توصیف کرد. این پیشنهاد در ۱۵ ژوئیه تصویب شد و چهار منطقه ویژه رسماً در ۲۶ اوت ۱۹۷۹ تأسیس شدند. به عنوان بخشی از تلاش برای غلبه بر مقاومت سیاسی داخلی، نام "منطقه ویژه اقتصادی" در نهایت به جای "منطقه ویژه" انتخاب شد تا تأکید شود که فقط آزمایش‌های اقتصادی، نه سیاسی، باید انجام شود.
در این مناطق ویژه اقتصادی، کسب‌وکارهای متمرکز بر صادرات، و حمل بار آزادی عمل داشتند تا به سرعت به تقاضا در بازارهای خارجی پاسخ دهند. این مناطق ویژه اولیه با موفقیت سرمایه خارجی، عمدتاً از چینی‌های قومی در تایوان، هنگ کنگ و آسیای جنوب شرقی را جذب کردند. کسب‌وکارهای خارجی در این مناطق عموماً به دلیل هزینه‌های پایین‌تر نیروی کار، سیاست‌های اقتصادی ترجیحی و روند کلی برون‌سپاری تولید ساده‌تر با افزایش جهانی‌سازی، انگیزه انتقال تولید به مناطق ویژه اقتصادی چین را داشتند.
موفقیت در مناطق ویژه اولیه منجر به تأسیس مناطق ویژه اقتصادی در جهت حمل انواع کالا از چین  اضافی شد که باعث تشکیل ۱۴ شهر ساحلی شد. دالیان، چینهوانگدائو، تیانجین، یانتای، چینگدائو، لیانیونگانگ، نانتونگ، شانگهای، نینگبو، ونژو، فوژو، گوانگژو، ژانجیانگ و بیهای. از سال ۱۹۸۸، گشایش سرزمین اصلی چین به دنیای خارج به مناطق مرزی، مناطق در امتداد رودخانه یانگ‌تسه و مناطق داخلی گسترش یافته است.[نیازمند منبع] ابتدا، دولت تصمیم گرفت جزیره هاینان را به بزرگترین منطقه ویژه اقتصادی سرزمین اصلی چین تبدیل کند (که توسط اولین جلسه هفتمین کنگره ملی خلق در سال ۱۹۸۸ تصویب شد) و چهار منطقه ویژه اقتصادی دیگر را بزرگتر کند.
اندکی پس از آن، شورای دولتی مناطق ساحلی باز را گسترش داد و به یک کمربند ساحلی باز، مناطق اقتصادی باز دلتای رودخانه یانگ‌تسه، دلتای رودخانه مروارید، مثلث شیامن-جانگژو-کوانژو در جنوب فوجیان، شبه جزیره شاندونگ، شبه جزیره لیائودونگ (در استان لیائونینگ)، استان هبی و منطقه خودمختار گوانگشی گسترش یافت. در ژوئن ۱۹۹۰، دولت چین منطقه جدید پودونگ در شانگهای را برای سرمایه‌گذاری خارجی باز کرد و شهرهای اضافی در امتداد دره رودخانه یانگ‌تسه، با منطقه جدید پودونگ شانگهای به عنوان "سر اژدها" آن، باز شدند.